# Хелмек (гміна)
Гміна Хелмек (пол. Gmina Chełmek) — місько-сільська гміна у південній Польщі. Належить до Освенцимського повіту Малопольського воєводства.
Станом на 31 грудня 2011 у гміні проживало 13099 осіб.

## Площа
Згідно з даними за 2007 рік площа гміни становила 27.24 км², у тому числі:
- орні землі: 41.00 %
- ліси: 38.00 %

Таким чином, площа гміни становить 6.71 % площі повіту.

## Населення
Станом на 31 грудня 2011:
| Опис     | Загалом | Загалом | Чоловіки | Чоловіки | Жінки | Жінки |
| -------- | ------- | ------- | -------- | -------- | ----- | ----- |
| одиниця  | осіб    | %       | осіб     | %        | осіб  | %     |
| все      | 13099   | 100     | 6455     | 49.28    | 6644  | 50.72 |
| міське   | 9244    | 100     | 4459     | 48.24    | 4785  | 51.76 |
| сільське | 3855    | 100     | 1996     | 51.78    | 1859  | 48.22 |

## Сусідні гміни
Гміна Хелмек межує з такими гмінами: Берунь, Імелін, Лібйонж, Освенцим, Холм-Шльонський.